# L'Énigme du Chicago Express
Pour plus de détails, voir Fiche technique et Distribution.
L'Énigme du Chicago Express (The Narrow Margin) est un film américain de Richard Fleischer sorti en 1952.
Le film a fait l'objet d'un remake : Le Seul Témoin.

## Synopsis
Le détective Walter Brown est chargé de protéger Mrs. Frankie Neall, veuve d'un bandit mort récemment, contre les tueurs qui cherchent à l'assassiner lors de son voyage en train de Chicago à Los Angeles car elle va témoigner à charge contre l'organisation criminelle. Le compagnon de Brown s'étant fait abattre avant même le voyage, Brown est seul ; l'affaire se révèle beaucoup plus dangereuse que prévu. Le train fourmille de gangsters à la recherche de cette femme dont ils ne connaissent pas l'apparence physique. De plus la justice se méfie d'une police souvent corruptible.

## Fiche technique
- Titre : L'Énigme du Chicago Express
- Titre original : The Narrow Margin
- Réalisation : Richard Fleischer
- Scénario : Earl Felton, d'après une histoire de Martin Goldsmith, Jack Leonard
- Photographie : George E. Diskant
- Montage : Robert Swink
- Direction artistique : Albert S. D'Agostino,  Jack Okey
- Décors : Darrell Silvera, William Stevens
- Son : Clem Portman, Francis M. Sarver
- Société de production : RKO Radio Pictures
- Pays de production :  États-Unis
- Format : noir et blanc
- Durée : 71 minutes
- Date de sortie :
  - États-Unis : 3 mai 1952
- Affiche : Roger Soubie (France)

## Distribution
- Charles McGraw  (V.F : Jacques Beauchey)  : Walter Brown
- Marie Windsor (VF : Jacqueline Ferriere) : Mme Frankie Neall
- Jacqueline White  (V.F : Camille Fournier)  : Ann Sinclair
- Gordon Gebert : Tommy Sinclair
- David Clarke  (V.F : Robert Dalban)  : Joseph Kemp
- Peter Brocco (V.F : Rene Beriard)  : Vincent Yost
- Peter Virgo  (V.F : Raymond Loyer)  : Densel
- Paul Maxey (V.F : Raymond Rognoni)  : Sam Jennings
- Don Beddoe (V.F : Claude Peran)  : Gus Forbes
- Harry Harvey : Conducteur de train
- Don Haggerty (non crédité) : Détective Wilson

## Production
Le tournage a duré seulement 13 jours et Richard Fleischer a payé de sa poche les répétitions des acteurs. Le réalisateur considère The Narrow Margin comme l'un de ses meilleurs films et celui qui représente à l'époque l'aboutissement de son propre style. Fleischer avait d'ailleurs demandé à son chef opérateur, George E. Diskant, de filmer caméra à l'épaule pour accentuer la nervosité de sa mise en scène.